# Kloster Santa María de la Real (Palma de Mallorca)
Das Kloster Santa María de la Real (Sancta Maria de Regali) ist eine ehemalige Zisterzienserabtei  in Palma de Mallorca.

## Geschichte
Das als Tochterkloster von Kloster Poblet im Jahr 1236 auf Wunsch von Papst Gregor IX. im von König Jakob I. von Aragon neu eroberten Königreich Mallorca gestiftete Kloster gehörte der Filiation der Primarabtei Clairvaux an. Für die Gründung übergab Graf Nuño Sanchez sein Gut Alpich de Esporles sowie weitere Güter in Deià und Manacor dem Orden. Die Mönche ließen sich zunächst in Sa Granja in der Sierra de Tramuntana nieder, siedelten aber schon drei Jahre später in das Gebiet der Stadt Palma über. In dem Kloster, das eine der bedeutendsten Bibliotheken Mallorcas beherbergte, lebte an der Wende des 13. zum 14. Jahrhundert der balearische Philosoph Ramon Llull. 1820 mussten die Zisterzienser Mallorca verlassen, kehrten aber 1823 wieder. Das Kloster fiel schließlich 1835 der Klosteraufhebung (Desamortisation) unter der Regierung von Juan Álvarez Mendizábal zum Opfer. Das Kloster verfiel zunächst, wurde aber 1897 den Missionaren von den Heiligen Herzen überlassen, die es restaurierten.

## Bauten und Anlage
Der mehrfach restaurierte Kreuzgang datiert aus dem 16. Jahrhundert. Auch die Kirche ist erneuert.